# Skrbeň
Skrbeň (en allemand : Kirwein) est une commune du district et de la région d'Olomouc, en République tchèque. Sa population s'élevait à 1 133 habitants en 2023.

## Géographie
Skrbeň se trouve à 7,5 km au nord-ouest d'Olomouc, à 65 km au nord-est de Brno et à 204 km à l'est-sud-est de Prague.
La commune est limitée par Příkazy à l'ouest et au nord, par Horka nad Moravou à l'est, par Křelov-Břuchotín au sud-est et par Těšetice au sud.

## Histoire
La première mention écrite de la localité date de 1174 : Scriben, en latin.

## Transports
Par la route, Skrbeň se trouve à 8,7 km d'Olomouc, à 85 km de Brno et à 251 km de Prague.